# Tim Maia Disco Club
Tim Maia Disco Club é o décimo álbum de estúdio do cantor e compositor brasileiro Tim Maia, lançado em 1978 pela gravadora Warner Music Brasil através do selo Atlantic. As gravações ocorreram nos estúdios Level e Transamérica, no mesmo ano. Inspirado na música disco, conta com a participação de músicos da Banda Black Rio, além do guitarrista Pepeu Gomes e do amigo de Tim e também cantor e compositor Hyldon, que toca guitarra em várias faixas, em especial, "Sossego". O disco trazeu sucessos como Sossego, Acenda o Farol (que em 2024 se tornou viral nas redes social) e Jhony.

## Faixas
Todas as faixas escritas e compostas por Tim Maia, exceto onde indicado. 
| Lado A |                                          |                   |         |  |
| N.º    | Título                                   | Compositor(es)    | Duração |  |
| 1.     | "A Fim de Voltar"                        | Hyldon / Tim Maia | 4:13    |  |
| 2.     | "Acenda o Farol"                         |                   | 3:20    |  |
| 3.     | "Sossego"                                |                   | 3:47    |  |
| 4.     | "Vitória Régia Estou Contigo e não Abro" |                   | 2:20    |  |
| 5.     | "All I Want"                             |                   | 3:28    |  |

| Lado B         |                         |                                |         |  |
| N.º            | Título                  | Compositor(es)                 | Duração |  |
| 1.             | "Murmúrio"              | Cassiano                       | 3:27    |  |
| 2.             | "Pais e Filhos"         | Renato Piau / Arnaud Rodrigues | 3:52    |  |
| 3.             | "Se me Lembro Faz Doer" |                                | 3:55    |  |
| 4.             | "Juras"                 |                                | 3:18    |  |
| 5.             | "Jhony"                 |                                | 2:23    |  |
| Duração total: | Duração total:          | Duração total:                 | 34:03   |  |

## Legado
Em uma enquete de 162 especialistas musicais conduzida pelo podcast Discoteca Básica, o álbum classificou em 259º, um dos seis álbuns do cantor mencionando na lista. Em 1991, o álbum foi relançado com uma nova capa e um novo titulo de "Sossego". Em março de 2018, a gravadora britânica Mr Bongo relançou o álbum com seu título e capa original em vinil. A gravadora Noize Record Club relançou o álbum original em vinil em 2021 por um tempo limitado.

## Créditos
Créditos dados pelo Discogs e por Nelson Motta.

### Músicos
- Vocal: Tim Maia
- Vocal de apoio: Tim Maia, Maria Rita, Maria Helena, Maria Aparecida, Solange Ferreira, Viviane Godoi, José Eduardo (Dudu), Carlos Alberto, Genival da Silva, José Amaro, Max Luiz, Junior Mendes, Gastão Lamounier Neto, Fábio
- Guitarra: Tim Maia, Ary Piassarollo, Hyldon, Renato Piau, Rick Ferreira; Solo em "Jhony": Pepeu Gomes
- Violão em "Múrmurio": Robson Jorge
- Piano elétrico, Piano e Clavinete: Robson Jorge e Lincoln Olivetti
- Sintetizador Oberheim e Órgão Hammond: Lincoln Olivetti
- Trompete: Darcy da Cruz, Eraldo Reis e Geraldo Expedito
- Saxofone alto: Jorge Ferreira, Sebastião Francisco
- Saxofone tenor: Juarez Assis
- Saxofone barítono: Luiz Bezerra, Aurino Ferreira
- Trombone: Ed Maciel, Darcy Seixas
- Baixo elétrico: Jamil Joanes
- Tumbadora: Sidinho Moreira; em "Jhony" e "Sossego": Djalma Corrêa
- Bongô: Tim Maia
- Bateria e Ganzá: Paulinho Braga

### Ficha técnica
- Direção artística: Marco Mazzola
- Produção: Tim Maia e Guti Carvalho
- Arranjos: Tim Maia, Miguel Cidras (faixas 3, 6, 7, 8 e 10) e Lincoln Olivetti (1, 2, 4, 5 e 9)
- Técnicos de gravação: Andy Mills, Don Lewis e Dudu
- Auxiliares de estúdio: Zé Guilherme, João, Franco, Cláudio
- Técnicos de mixagem: Vitor Farias e Carlos Duttweller
- Fotos: Januário Garcia
- Capa: Nilo de Paula
- Contracapa e Envelope Interno: Ruth Freihoff

## Tabelas
| \| Tabela musical (1978) \| Posição \| \| --------------------- \| ------- \| \| Brasil (Nopem)[13] \| 43 \| |         |
| Tabela musical (1978)                                                                                        | Posição |
| Brasil (Nopem)                                                                                               | 43      |